# Pseudochoragus
Pseudochoragus är ett släkte av skalbaggar. Pseudochoragus ingår i familjen plattnosbaggar.
Kladogram enligt Catalogue of Life:
| Pseudochoragus | \| \| Pseudochoragus bostrychoides \| \| \| \| \| \| Pseudochoragus brachycerus \| \| \| \| \| \| Pseudochoragus brachyserus \| \| \| \| \| \| Pseudochoragus piceus \| \| \| \| |
|                | \| \| Pseudochoragus bostrychoides \| \| \| \| \| \| Pseudochoragus brachycerus \| \| \| \| \| \| Pseudochoragus brachyserus \| \| \| \| \| \| Pseudochoragus piceus \| \| \| \| |
|                | Pseudochoragus bostrychoides |
|                | |
|                | Pseudochoragus brachycerus |
|                | |
|                | Pseudochoragus brachyserus |
|                | |
|                | Pseudochoragus piceus |
|                | |